# بازی‌های جهانی ورزشی کارگران
بازی‌های جهانی ورزشی کارگران (CSIT World Sports Games) یک رویداد چندورزشی جهانی است که هر دو سال یک بار توسط فدراسیون جهانی ورزشی کارگران (به فرانسوی Confédération sportive internationale du travail / CSIT) برگزار می‌شود.

## دوره‌های برگزاری
| دوره | سال  | شهر               | کشور      |
| ---- | ---- | ----------------- | --------- |
| 1    | ۲۰۰۸ | ریمینی            | ایتالیا   |
| 2    | ۲۰۱۰ | تالین             | استونی    |
| 3    | ۲۰۱۳ | وارنا             | بلغارستان |
| 4    | ۲۰۱۵ | لینیانو سابیادورو | ایتالیا   |
| 5    | ۲۰۱۷ | ریگا              | لتونی     |
| 6    | ۲۰۱۹ | ترتسا             | اسپانیا   |

| رتبه            | کشور            | طلا | نقره | برنز | مجموع |
| --------------- | --------------- | --- | ---- | ---- | ----- |
| ۱               | اتریش           | ۱۵۸ | ۱۲۷  | ۸۶   | ۳۷۱   |
| ۲               | هلند            | ۷۶  | ۷۲   | ۶۲   | ۲۱۰   |
| ۳               | روسیه           | ۴۴  | ۹    | ۴    | ۵۷    |
| ۴               | اسرائیل         | ۳۶  | ۴۴   | ۳۸   | ۱۱۸   |
| ۵               | برزیل           | ۲۷  | ۴۲   | ۳۱   | ۱۰۰   |
| ۶               | ایران           | ۲۶  | ۹    | ۱۰   | ۴۵    |
| ۷               | فنلاند          | ۲۴  | ۲۵   | ۳۸   | ۸۷    |
| ۸               | فرانسه          | ۲۰  | ۳۵   | ۳۴   | ۸۹    |
| ۹               | مکزیک           | ۱۹  | ۱۱   | ۱۳   | ۴۳    |
| ۱۰              | ایتالیا         | ۱۷  | ۱۲   | ۹    | ۳۸    |
| ۱۱              | بلژیک           | ۱۷  | ۳    | ۲    | ۲۲    |
| ۱۲              | لتونی           | ۱۳  | ۲۶   | ۲۷   | ۶۶    |
| ۱۳              | جمهوری ایرلند   | ۱۰  | ۳    | ۵    | ۱۸    |
| ۱۴              | بلژیک           | ۲   | ۷    | ۱۰   | ۱۹    |
| ۱۵              | بلغارستان       | ۲   | ۳    | ۰    | ۵     |
| ۱۶              | سوئیس           | ۲   | ۲    | ۳    | ۷     |
| ۱۷              | اسلوونی         | ۲   | ۰    | ۰    | ۲     |
| ۱۷              | تونس            | ۲   | ۰    | ۰    | ۲     |
| ۱۹              | فرانسه          | ۱   | ۴    | ۱    | ۶     |
| ۲۰              | پرتغال          | ۱   | ۰    | ۴    | ۵     |
| ۲۱              | استونی          | ۱   | ۰    | ۰    | ۱     |
| ۲۲              | استونی          | ۰   | ۴    | ۳    | ۷     |
| ۲۳              | اسپانیا         | ۰   | ۳    | ۲    | ۵     |
| ۲۴              | بریتانیای کبیر  | ۰   | ۲    | ۱    | ۳     |
| ۲۵              | دانمارک         | ۰   | ۱    | ۲    | ۳     |
| ۲۶              | قبرس            | ۰   | ۱    | ۱    | ۲     |
| ۲۷              | الجزایر         | ۰   | ۱    | ۰    | ۱     |
| ۲۷              | بنین            | ۰   | ۱    | ۰    | ۱     |
| ۲۹              | بریتانیای کبیر  | ۰   | ۰    | ۱    | ۱     |
| ۲۹              | فرانسه          | ۰   | ۰    | ۱    | ۱     |
| مجموع (۳۰ کشور) | مجموع (۳۰ کشور) | ۵۰۰ | ۴۴۷  | ۳۸۸  | ۱۳۳۵  |

- some of country have more than one team.

### ورزش‌ها (۲۰۱۷)
15 official CSIT championships and 8 demonstration sport:

### ورزش‌های انفرادی
- دو و میدانی
- ورزش شنا
- کشتی (ورزش)
- کشتی (ورزش)
- جودو
- تنیس روی میز
- تنیس
- شطرنج
- پتانک

### ورزش‌های تیمی
- فوتبال
- فوتبال پنج‌نفره
- بسکتبال
- والیبال ساحلی
- والیبال
- Mamanet

### ورزش‌های غیراصلی
1. O-Sport
2. بولینگ
3. Wheel Gymnastics
4. YOU.FO
5. Street Workout
6. Crossminton
7. دارت
8. بسکتبال خیابانی (۳ در ۳)

- دیگر: Spikeball, Kubb, Body Art, Zumba, Capoeira, Arm wrestling, Table hockey, Kendo, Lacrosse, Croquet, Archery, Novuss, Orienteering, Drag reiss, Karate (All Style), Sambo.